# Georgia International Horse Park
Der Georgia International Horse Park ist eine im US-amerikanischen Bundesstaat Georgia in Conyers nahe Atlanta gelegene Sportstätte.
Der Baubeginn des GIHP lag im Jahr 1994, eröffnet wurde er im September des Folgejahres. Die zum Zeitpunkt der Olympischen Spiele 1996 29.700 Zuschauer fassende, 57 Kilometer östlich des olympischen Dorfes von Atlanta gelegene Sportstätte war Austragungsort diverser Wettbewerbe bei den Olympischen Sommerspielen 1996. Die Reiter kämpften hier sowohl im Spring- und Dressurreiten als auch im Military um olympisches Edelmetall. Auch der Moderne Fünfkampf und der erstmals im Rahmen von Olympischen Spielen ausgetragene Mountainbiking-Wettbewerb wurde im Georgia International Horse Park entschieden. Während der Olympischen Spiele, bei denen alle hier ausgetragenen Wettbewerbe ausverkauft waren, besuchten insgesamt mehr als 600.000 Zuschauer den GIHP. Auch nach Abschluss der Olympischen Spiele von Atlanta wird die 1400 Acres umfassende Fläche der Austragungsstätte heutzutage für eine große Bandbreite von Veranstaltungen wie etwa Reit-Wettbewerbe, Konzerte oder Festivals genutzt.